# شهرک غرب
شهرک غرب یکی از محله‌های مرفه‌نشین شمال‌غرب شهر تهران است که در منطقه ۲ شهرداری تهران قرار گرفته است. این منطقه به دلیل داشتن شهرسازی مدرن، خیابان‌کشی استاندارد، تراکم جمعیت پایین، آب‌وهوای پاکیزه، امکانات رفاهی و درمانی، خانه‌های ویلایی با معماری متفاوت و دسترسی آسان به شریان‌های بزرگراه‌های شهر، به یکی از گران‌قیمت‌ترین مناطق مسکونی تهران بدل شده است. 

در سال ۱۳۴۰، روستای خوش آب و هوای خوردین، توسط مهندس سیروس بزرگ گرایلی طراحی و با رؤیای ساخت تهرانی مدرن، تبدیل به شهرکی شد که به دلیل شباهت شهرسازی‌اش با مدل‌های اروپایی و آمریکایی، شهرک غرب نام گرفت که بعد از انقلاب ۱۳۵۷ به خاطر خصومت حکومت جدید با آمریکا و غرب، شهرک قدس نامیده شد.
شرکت های پیمانکار آمریکایی و فرانسوی و ترکیه‌ای به‌روزترین خانه‌های ویلایی را در این منطقه طراحی کردند که هنوز هم از نمونه‌های ارزنده معماری در تهران شناخته می‌شود.

## جغرافیا

### جغرافیای شهری
شهرک غرب در منطقه ۲ شهرداری تهران واقع و دارای شش فاز مسکونی است. شهرک غرب از شمال به سعادت‌آباد، از جنوب به بزرگراه همت، از غرب به رود فرحزاد و بوستان نهج البلاغه و از شرق به بزرگراه شهید چمران محدود می‌شود.

### جغرافیای طبیعی
شهرک غرب از نظر موقعیت جغرافیایی حدوداً در ۵۱ درجه و ۲۱ دقیقه طول شرقی و ۳۵ درجه و ۴۶ دقیقه عرض شمالی قرار گرفته است.
میانگین ارتفاع زمین‌های شهرک غرب از سطح دریا حدود ۱۵۳۵ متر، میانگین مقدار باران سالیانه ۴۰۵ میلی‌متر و متوسط سالیانه رطوبت نسبی هوا ۴۵ درصد می‌باشد.

## پیشینه و نام گذاری

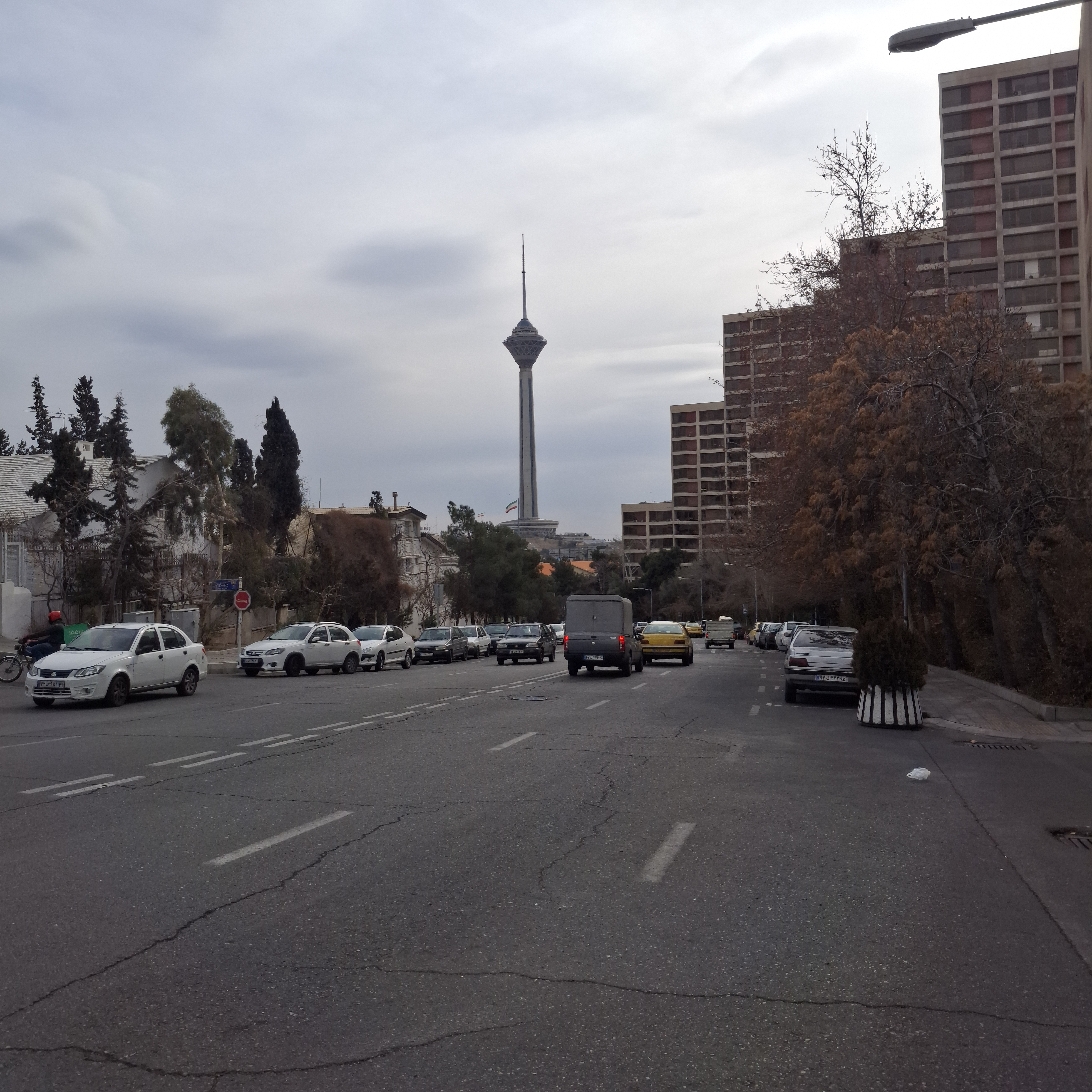
خیابان هرمزان در شهرک غرب. به آسانی برج میلاد از این خیابان دیده می‌شود.

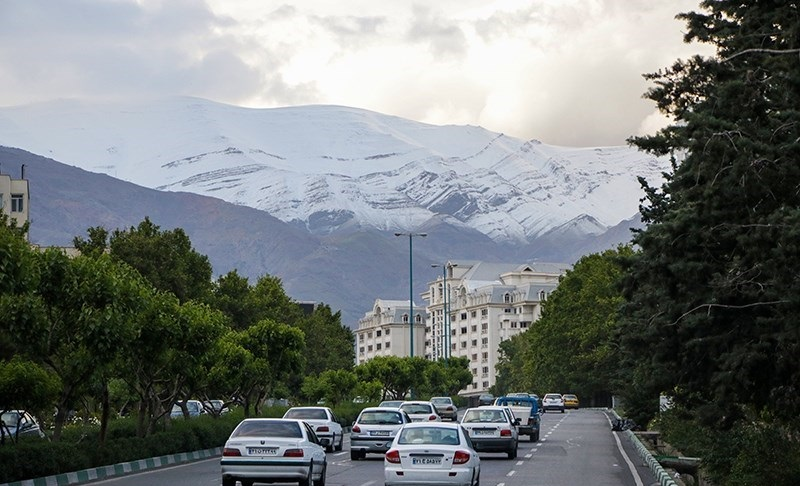
خیابان خوردین

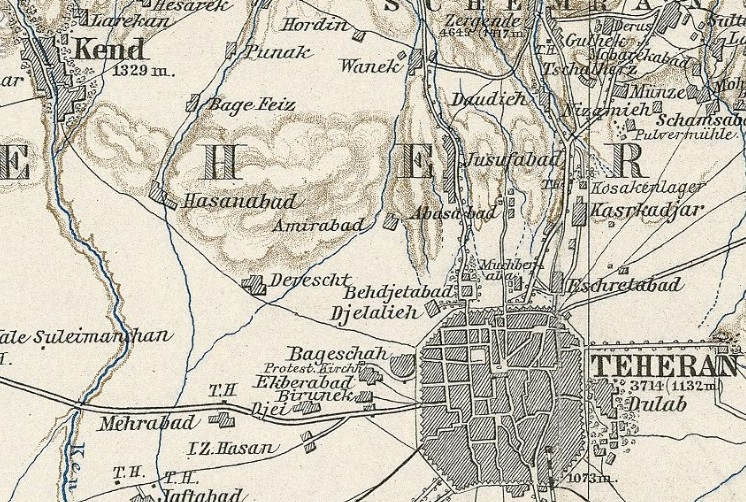
موقعیت روستای خوردین (محل شهرک غرب فعلی) در نقشه سال ۱۲۷۹ خورشیدی. نام خوردین (Hordin) در بالای نقشه موجود است. (شهر قدیم تهران در پایین نقشه)

در سال ۱۳۴۰ «مجتمع مسکونی شهرک غرب» در شمال غرب تهران، با طراحی و معماری مهندسان آمریکایی و براساس مدل نمونه برج‌های مسکونی ایالات متحده آمریکا ساخته و به همین دلیل نام این منطقه شهرک غرب شد.
در زمان حکومت محمدرضا شاه پهلوی، متخصصان و صنعتگرانی که برای گسترش فعالیت‌های علمی و صنعتی به ایران آمده بودند، در «مجتمع مسکونی شهرک غرب» و خانه‌های ویلایی این منطقه ساکن شدند و طرح‌های شهرسازی به سبک جدید و کاملاً متفاوت با تهران قدیم توسط شرکت‌های ساختمانی خارجی در زمین‌های تقسیم شده اطراف روستای تاریخی خوردین آغاز شدند.
آمریکایی‌ها که در آن موقع اکثریت جامعه ساکن این محله را تشکیل می‌دادند، با استفاده از نفوذ خود، مدرسه، ورزشگاه و امکانات تفریحی وسیعی را با کمک‌های دولت پهلوی در شهرک غرب به وجود آوردند و آن را گسترش دادند. به عنوان مثال، فقط مدرسه بین‌المللی ایران زمین معروف به مدرسه آمریکایی‌ها تأسیس توسط آقای ریچارد ایرواین اهل آمریکا در این منطقه به قدری وسیع بود که پس از انقلاب اسلامی با اینکه به دو مدرسه جداگانه برای دختران و پسران در کلیه مقاطع تحصیلی، ورزشگاه، محل برگزاری سیرک و نمایش، سالن سینما و… تبدیل شد، باز هم فضاهای بدون استفاده زیادی درون ساختمان‌های آمریکایی وجود داشت که حتی نگهداری این ساختمان‌ها را برای مصادره کنندگان دشوار کرده بود. بخشی از این ساختمان‌ها را نیز به دانشگاه آزاد اسلامی واگذار کرده‌اند.
اجرای برنامه‌هایی با عنوان مدرنیزاسیون پایتخت در دوران پهلوی، نقش مؤثری در شکل‌گیری این محله داشت (تعدادی از برج‌های ضلع شمال شرقی میدان صنعت ثمره این دوره هستند). شهرسازی متفاوت، برج‌های مدرن و خانه‌های ویلایی که به سرعت در این سال‌ها بنا شدند، شهرک غرب را به یکی از نمادهای شهری جدید ایران تبدیل کرد.
با شدت گرفتن ناآرامی‌ها در سال‌های ۱۳۵۶ و ۱۳۵۷ و تغییر حکومت، انقلابیونی که با تمسک به استقرار عدالت اجتماعی و رفع هر گونه تبعیض، حکومت را در اختیار گرفته بودند، به مصادره و ملی کردن دارایی‌های بسیاری در این محله روی آورند. اموال مصادره شده از سوی دادگاه‌های انقلاب، به ستاد اجرایی فرمان امام و سپس به بنیاد مستضعفان و آستان قدس رضوی منتقل شد تا مطابق اهداف اولیه انقلاب برای بالا بردن سطح زندگی مردم از آن‌ها استفاده شود. از آن زمان به بعد، بنیاد مستضعفان به قدرت تعیین‌کننده پروژه‌های عمرانی در این منطقه تبدیل شد و تا سال‌ها نقشی پررنگ تر از شهرداری تهران را بازی می‌کرد.

### ییلاق خوردین
شهرسازی مدرن و متفاوت شهرک غرب این تصور را ایجاد می‌کند که این محله تهران هیچ نماد تاریخی و قدیمی ندارد، در حالی که بلوار خوردین (یکی از بلوارهای اصلی شهرک غرب) که میدان صنعت را به خیابان‌های ایران زمین، هرمزان و بلوار دادمان (پونک باختری) متصل کرده، در روزگار قدیم منطقه ای خوش آب و هوا به همین نام بود؛ منطقه ای که هنوز می‌توان آثارش را در درخت‌های تنومند حاشیه بلوار و شرشر جوی زلال بازمانده از قنات دید؛ ییلاقی که سال‌هاست فراموش شده و از آن جز نامش یعنی خوردین چیزی نمانده است.
این منطقه ییلاقی در ۶ کیلومتری جنوب شرقی امامزاده صالح فرحزاد و ۲ کیلومتری ده ونک قرار داشت و طبق کتاب «جغرافیای تهران» ۸۵ نفر سکنه داشت که همه مزدیسنا بودند. خوردین در دوره ناصرالدین شاه ابتدا جزو املاک مستوفی الممالک بود که درختان کهنسالش خصوصاً در باغ مشهورش (محل فعلی دفتر آستان قدس رضوی در خیابان ایران زمین) هنوز باقی‌مانده‌اند.
در کتب تاریخی، از این محل با نام‌های «خوردین» یا «خُردین» به معنای تپه و برجستگی زمین و به تفسیری دیگر خور (خورشید) یاد شده است.
زمین‌های این منطقه از دهه ۱۳۴۰ خورشیدی تفکیک شدند و شرکت‌های بزرگ ساختمان‌سازی خارجی و داخلی شروع به احداث بناهای گوناگون در آن کردند. باغ اربابی خوردین و قنات خوردین میراث تاریخی شهرک غرب هستند که امروز حصار کشی شده و ورود عموم در آن ممنوع است.

## آب و هوا
به دلیل وزش دائمی باد از غرب به شرق در تهران و نیز پالایش هوا توسط انبوه درختان بوستان‌ها و کوه‌های مجاور، شهرک غرب از مناطق خوش آب و هوای تهران به حساب می‌آید و از هوای به مراتب بهتری نسبت به سایر مناطق شمالی شهر برخوردار است.
جهت وزش باد غالب، غربی (۲۷۰ درجه) و متوسط سرعت وزش باد ۵/۵ متر بر ثانیه است. نسیمی از دره‌های خنک کوهستان شمال در شب (بادکوه) و نسیم خفیفی از بیابان‌های جنوب تهران در روز (باد دشت) به‌طور آهسته هر شبانه روز جریان دارد.

## جمعیت
ساکنان اولیه شهرک غرب از چهره‌های فرهنگی، پزشکان متخصص و استادان دانشگاه بودند. از ساکنان معروف این محله می‌توان به علی‌اکبر سیاسی، مجید اندرز منصوره اتحادیه و خسرو سینایی اشاره کرد.شهرک غرب مخصوصا خانه های ویلایی ساخته شده در خیابان ایران زمین از قبل از انقلاب جزو مناطق مرفه نشین و مکان بسیاری از سفارتخانه های کشورهای خارجی بوده است.هم اکنون هم سفارت الجزایر،تونس،وامارت متحده عربی و...در این منطقه قرار دارد . از لوکس ترین برج های بلند تهران برج های سه قلوی  هستند که به هم متصل هستند و در خیابان ایران زمین واقع شده اند و بسیاری از افراد مشهور از ساکنان این برج ها هستند .

## ساختار شهری

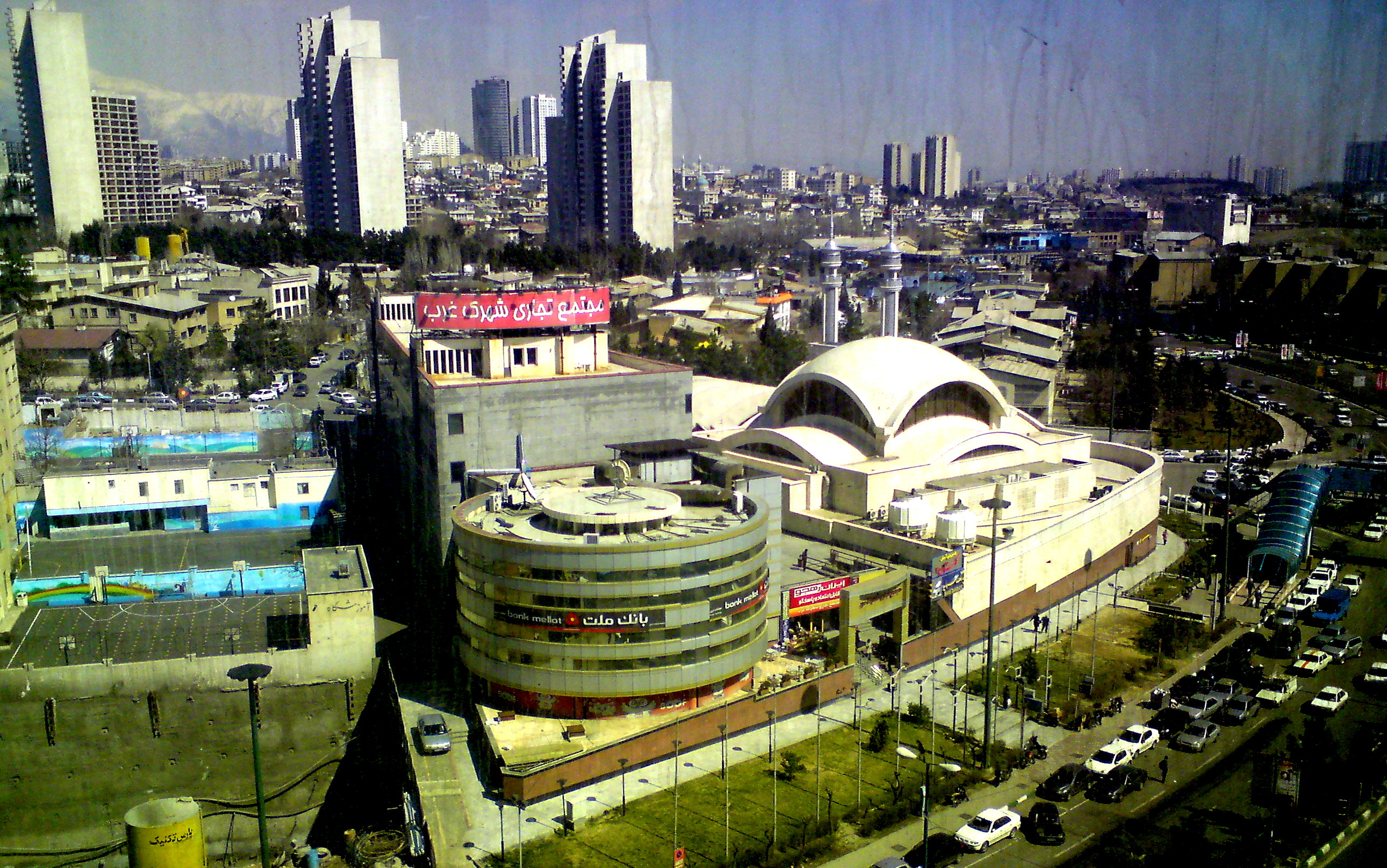
تصویری از شهرک غرب، نما از بالای مجتمع تجاری و مرکز خرید میلاد نور- در عکس خیابان شهید محمدمهدی فرحزادی شهرک غرب، گنبد یک مسجد با معماری مدرن، مجتمع تجاری شهرک غرب و تعدادی از برج‌های مسکونی دیده می‌شود.

خیابان‌کشی و بلوارهای عریض و امکان دسترسی سریع به چندین بزرگراه اصلی تهران از جمله بزرگراه‌های چمران (پارک وی)، نیایش، یادگار امام، همت، شیخ فضل‌الله نوری و حکیم، سامانه ترافیکی بسیار مطلوبی را در این قسمت از شهر تهران به وجود آورده است. وجود خانه‌های ویلایی متعدد که جمعیت بسیار کمی را در خود جای داده‌اند، باعث شده تا سکوت و زیبایی خیابان‌های فرعی شهرک غرب، مشهور شود.
خیابان‌های بن‌بست بسیاری در این محله وجود دارند که علّت اصلی طراحی آن‌ها به این شکل، بالا بردن امنیت و آرامش هرچه بیشتر ساکنان بوده است (ابتدای این بن‌بست‌ها دارای راهبند و اتاقک نگهبانی است و در انتهای آن‌ها فضای باز دایره مانندی جهت دور زدن خودروها در نظر گرفته شده و پس از آن پیاده‌رو به فضای سبز یا پیاده‌روی خیابان اصلی پشت متصل است که در محل تلاقی مجدداً در فلزی یا اتاقک نگهبانی دیده می‌شود، بدین وسیله کلیه رفت‌وآمدها در صورت توافق اهالی کنترل می‌شود).

### خیابان‌ها و بلوارهای اصلی

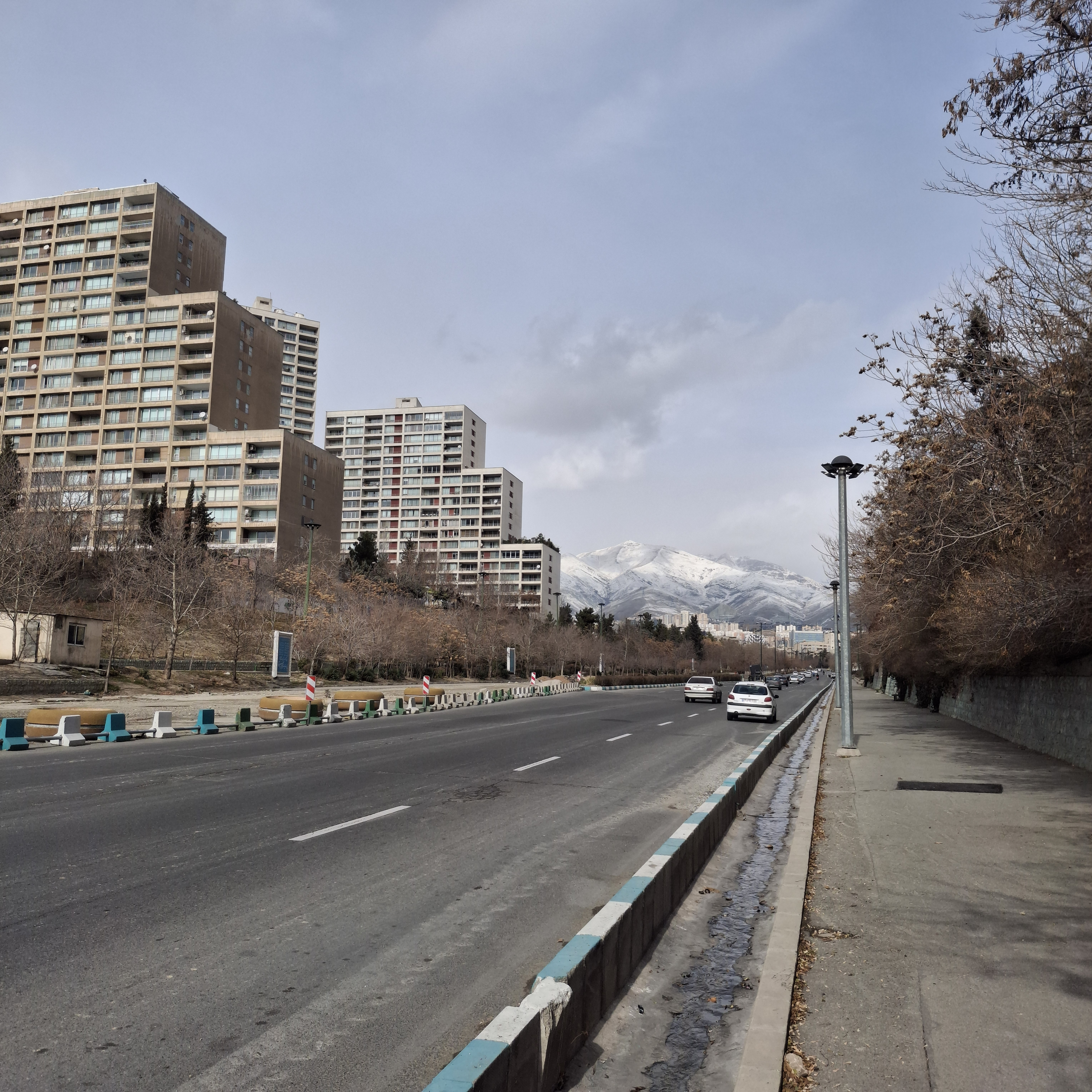
بلوار شهید پاکنژاد

- خیابان ایران‌زمین
- خیابان مهستان
- خیابان گلستان
- بلوار خوردین
- خیابان هرمزان
- خیابان پیروزان
- بلوار دادمان (پونک باختری)
- بلوار شهید پاک نژاد
- خیابان شهید فرحزادی
- خیابان سیف (بدخشان)
- خیابان سیمای ایران
- خیابان زرافشان
- خیابان خوارزم
- خیابان فلامک (محمدرضا شجریان)
- بلوار ایوانک
- خیابان گل افشان[۱۵]

### میدان صنعت
میدان صنعت تنها میدان محله است و به همین جهت میان مردم تهران، با نام «میدان شهرک غرب» نیز معروف است. این میدان در ۱۰ تیر سال ۱۳۷۵ خورشیدی هم‌زمان با روز صنعت افتتاح شده و در جنوب محله قرار دارد و انتهای شمالی بزرگراه شیخ فضل‌الله نوری (بزرگراه امام) و مسیرهای ورودی-خروجی بزرگراه همت را به بلوارهای خوردین، پاک نژاد و فرحزادی متصل کرده است.

### ساختمان‌های مسکونی
- خانه‌های ویلایی

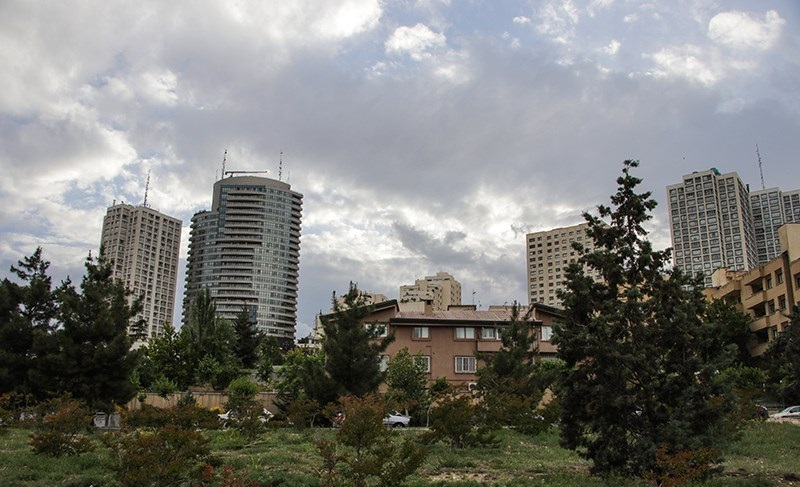
ساختمان‌های بلند خیابان ایران‌زمین

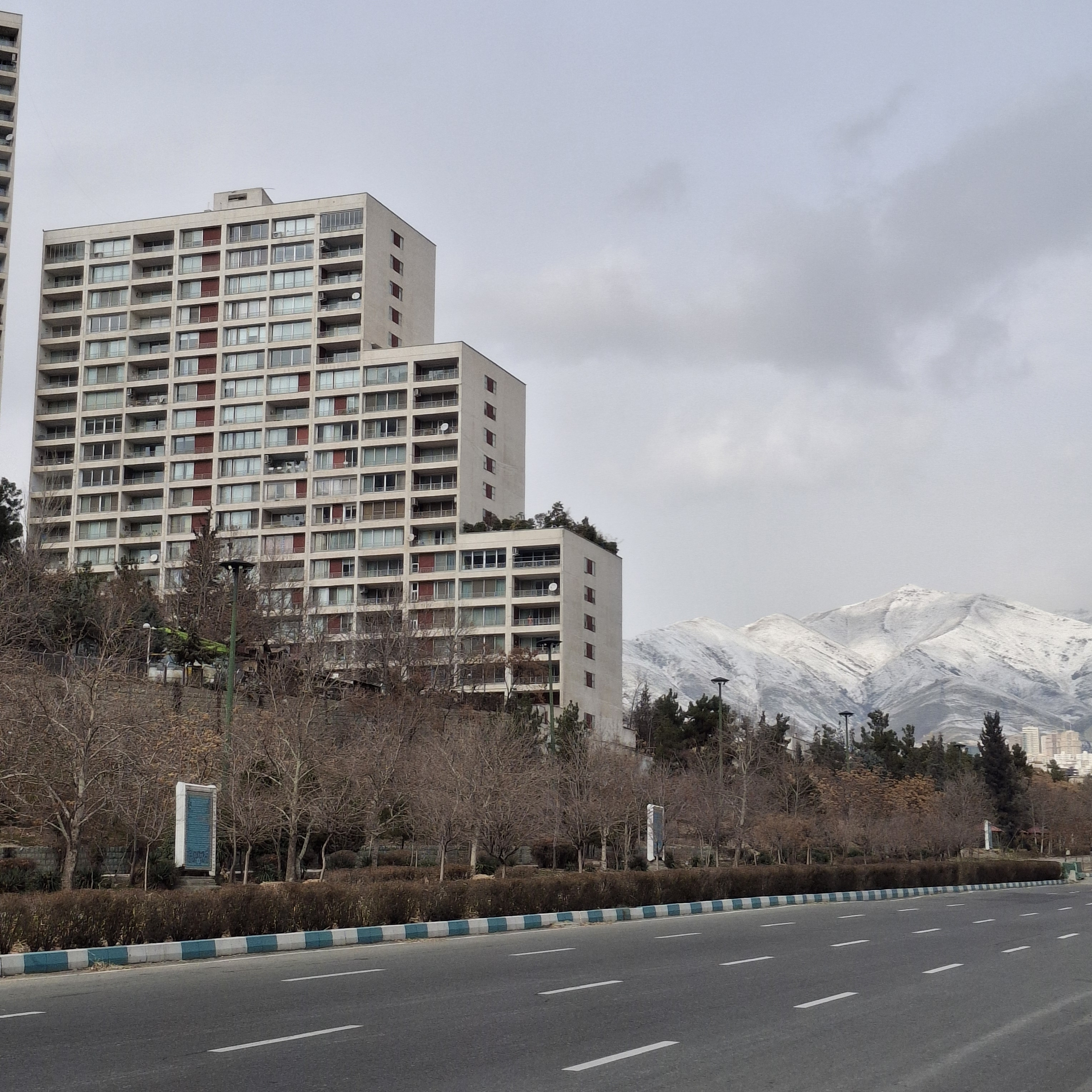
برجهای مسکونی

خانه‌های ویلایی شخصی، بیشترین مساحت زمین‌های با کاربری مسکونی این محله را به خود اختصاص داده‌اند.
از مشخصه این خانه‌ها سقف‌های شیروانی آن‌ها است. و برخی از آنها نیز به صورت عمارت زیبایی و متراژ بالا با باغ هستند.
- برج‌ها و آپارتمان‌ها

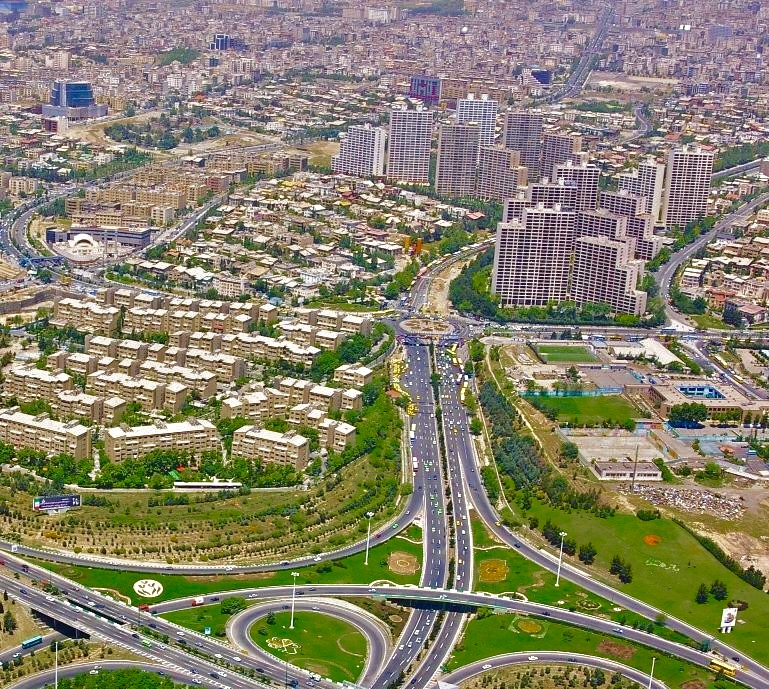
نمایی از شهرک غرب از روی برج میلاد (نیمه بالایی تصویر)

طراحی ساختمان‌های گلستان در شهرک غرب نزدیک میدان صنعت کنونی از آثار جردن گروزن است. شهرک غرب در آغاز «شهرک فرحزاد» نامیده می‌شد. ساخت پروژه بر عهده شرکتی دیگر از آمریکا بنام Starrett بود، که به انقلاب سال ۵۷ ایران خورد و به‌دست آنان تکمیل نشد.
پس از انقلاب ۱۳۵۷ و روی کار آمدن نظام جمهوری اسلامی در ایران، بخشی از زمین‌های شهرک غرب توسط سازمان‌ زمین شهری  به تعاونی‌های مسکن واگذار گردید که منجر به ساخت اولین آپارتمان‌های چهار طبقه دو واحدی در شهرک غرب شد. این امر باعث اعتراض ساکنان محله گردید.
پس از پایان ساخت و سازها، اعضای تعاونی‌های مسکن این واحدهای مسکونی را به متقاضیان عادی مسکن واگذار کردند. بسیاری از این آپارتمان‌ها به مرور زمان توسط مالکانشان نوسازی شدند و ظاهری متفاوت پیدا کردند، اما میزان تراکم آن‌ها تاکنون تغییری نداشته است.

## مراکز تجاری

### مجتمع‌های تجاری بزرگ
مجتمع‌های تجاری بزرگ در شهرک غرب از مشهورترین مراکز خرید تهران هستند و خریداران بسیاری را از محلات دیگر تهران جذب کرده‌اند. در این مجتمع‌ها انواع کالاهای مصرفی با برندهای مختلف سراسر جهان به فروش می‌رسد. وجود فروشگاه‌های ارائه‌کننده مدهای جدید پوشاک یکی از عوامل جذب خریداران فرامحلی‌ای مراکز است، این گونه فروشگاه‌ها قدرت تأثیرگذاری چشمگیری روی نحوه پوشش مردم تهران دارند، از این رو همیشه مورد توجه تولیدکنندگان عمده و طراحان مد بوده‌اند. البته نهادهای دولتی نیز به خاطر این خاصیت، همواره سعی در کنترل این فروشگاه‌ها داشته‌اند.
پروژه‌های چندین مجتمع تجاری جدید در شهرک غرب در حال تکمیل هستند اما مجتمع‌های مشهور و فعال این محله عبارت‌اند از:
- مجتمع تجاری میلاد نور (نشانی: شهرک غرب- فاز ۵ - خیابان شهید محمدمهدی فرحزادی)[۱۹]
- مجتمع تجاری گلستان (نشانی: شهرک غرب - فاز ۱ - خیابان ایران زمین)32
- مجتمع تجاری مهستان (نشانی: شهرک غرب - فاز ۱ - خیابان مهستان)
- مجتمع تجاری ایران زمین (نشانی: شهرک غرب - فاز ۱ - خیابان ایران زمین)
- مجتمع کامپیوتر شهرک غرب (نشانی: شهرک غرب - فاز ۳ - ابتدای خیابان بدخشان (سیف) خیابان شهید محمدمهدی فرحزادی)
- مجتمع تجاری گل افشان (نشانی: شهرک غرب - فاز ۶ - خیابان گل افشان)
- مجتمع تجاری لیدوما (نشانی: شهرک غرب - فاز ۵ - خیابان شهید فرحزادی)
- مجتمع در حال احداث شهریار (نشانی:شهرک غرب -فاز۴- خیابان فلامک شمالی نبش خیابان درخشان)
- مجتمع در حال ساخت طوبی (نشانی:شهرک غرب- فاز ۲- خیابان دادمان روبروی خیابان شفق)

### فروشگاه‌های محلی
در شهرک غرب برخلاف بیشتر محله‌های تهران که فروشگاه‌های کوچک در آن‌ها به صورت پراکنده دیده می‌شوند، این واحدها در نقاط خاصی تجمع پیدا کرده‌اند. مجموعه فروشگاه‌های سازماندهی شده و یکپارچه در کنار «مسجد النبی» در خیابان گلستان جنوبی، یک نمونه بارز از این نوع اجتماعات است؛ در این مجموعه واحدهای صنفی مختلف از جمله سوپرمارکت، داروخانه، نانوایی، میوه و تره بار، لوازم الکتریکی، گل فروشی، خدمات رایانه‌ای، کرایه خودرو، نوشت ابزار و… با مدیریت‌های جداگانه در حال فعالیت هستند.

## بوستان‌ها

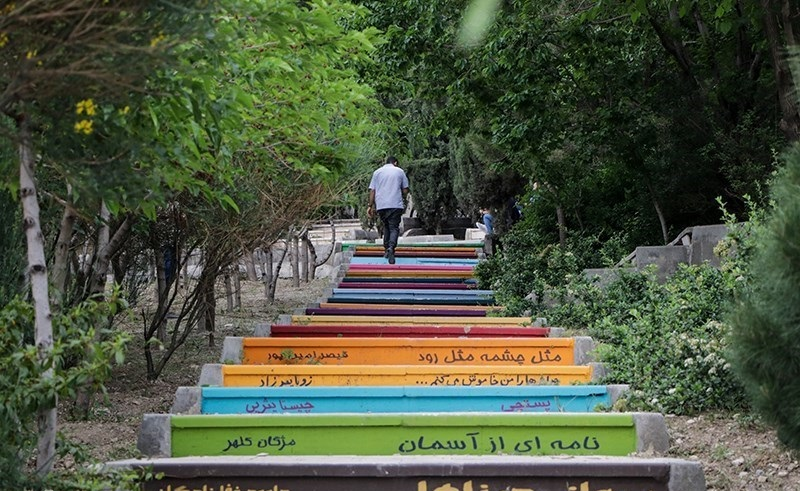
وروردی یکی از پارک‌های شهرک غرب

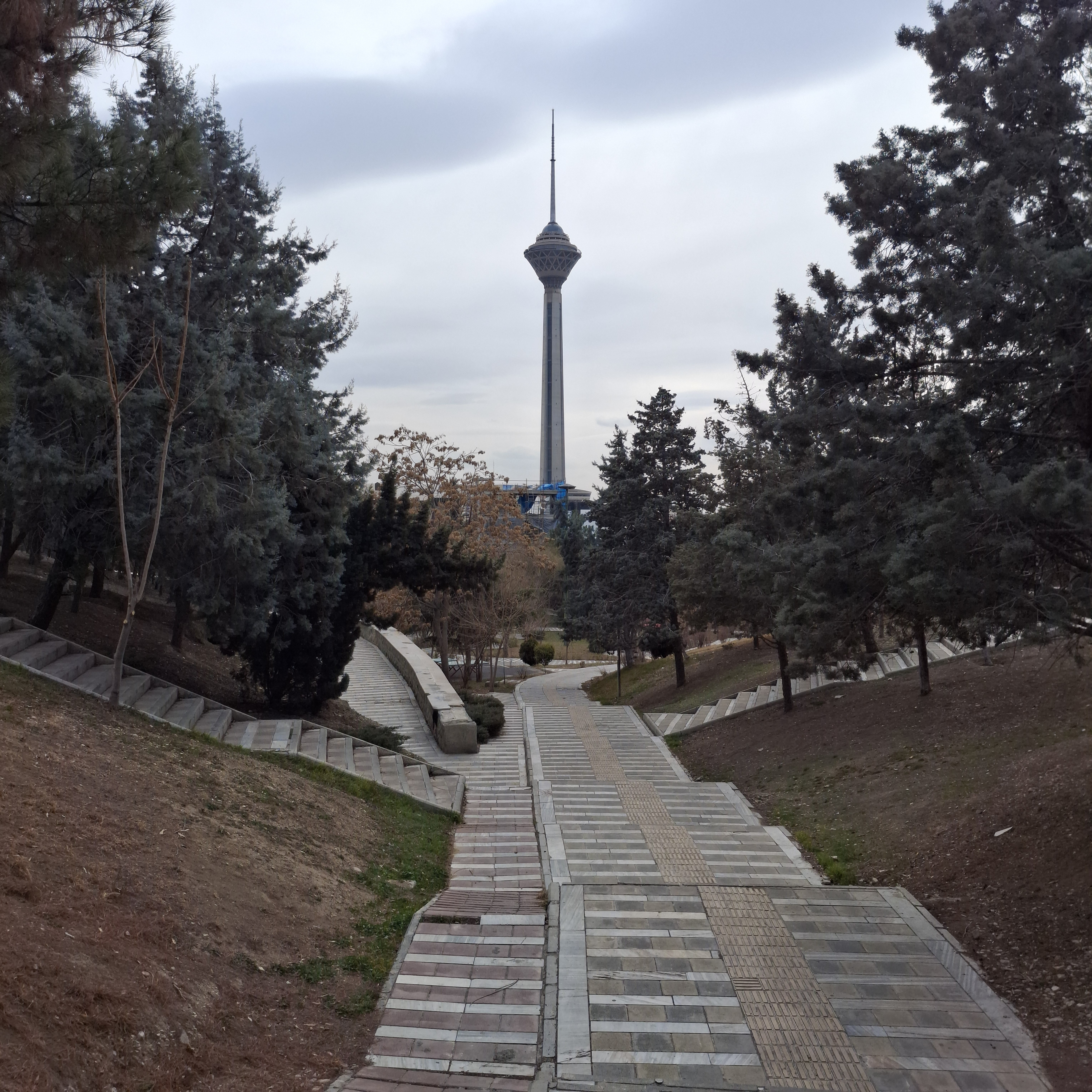
بوستان شورایاری

باغ‌های توت در شمال شرقی محله، باغ خوردین، کمربند سبز شهرک غرب، محوطه‌های جذاب و سرسبز برج‌های محله و… بخش زیادی از فضای سبز شهرک غرب را تشکیل می‌دهند اما ورود به آن‌ها برای عموم مردم مجاز نیست و باغ‌های قدیمی نیز دارای مسیرهای مناسب و مبلمان شهری برای استفاده گردشگران نیستند.
پارک‌های عمومی دارای مسیر پیاده‌روی، مبلمان و… عبارت‌اند از:
- بوستان دره هجده هکتاری (نشانی: شهرک غرب - خیابان ایران زمین - انتهای خیابان سوم | مساحت: ۲۳۲۰۴ متر مربع)
- بوستان مولانا (نشانی: ضلع غربی تقاطع بلوارهای پاکنژاد و دادمان (پونک باختری) | مساحت: ۱۷۰۰۰ متر مربع)[۲۰]
- بوستان خوارزم (نشانی: شهرک غرب - خیابان زرافشان - خیابان خوارزم حد فاصل دوم و پنجم | مساحت: ۱۵۸۵۱ متر مربع)
- بوستان شمس تبریزی (نشانی: ضلع شرقی تقاطع بلوارهای پاکنژاد و دادمان (پونک باختری) | مساحت: ۱۳۰۰۰ متر مربع)[۲۰]
- بوستان دادمان (نشانی: شهرک غرب - بلوار دادمان (پونک باختری) | مساحت: ۱۱۴۰۰ متر مربع)
- بوستان بهار (نشانی: شهرک غرب - بلوار پونک باختری | مساحت: ۸۵۵۱ متر مربع)
- بوستان هرمزان (نشانی: شهرک غرب - خیابان هرمزان - بالاتر از مرکز تلفن تقاطع پیروزان | مساحت: ۶۹۰۷ متر مربع)
- بوستان بنفشه (نشانی: شهرک غرب - نبش جنوب شرقی میدان صنعت | مساحت: ۵۵۵۹ متر مربع)
- بوستان زرافشان (نشانی: شهرک غرب - تقاطع خیابان زرافشان و خیابان شهید محمدمهدی فرحزادی | مساحت: ۵۵۳۰ متر مربع)
- بوستان درخشان (نشانی: شهرک غرب - خیابان فلامک شمالی - خیابان درخشان بین دوم و چهارم گذر درخشان | مساحت: ۴۸۵۰ متر مربع)
- بوستان مهر (نشانی: شهرک غرب - خیابان ایران زمین - خیابان دوم - انتهای گذر اردیبهشت | مساحت: ۴۵۶۶ متر مربع)
- بوستان گل افشان (نشانی: شهرک غرب - خیابان گل افشان - نرسیده به تقاطع ایوانک | مساحت: ۴۲۸۹ متر مربع)
- بوستان ایران زمین (نشانی: شهرک غرب - خیابان ایران زمین - پشت مجتمع تجاری گلستان | مساحت: ۳۸۶۷ متر مربع)
- بوستان افرا (نشانی: شهرک غرب - بلوار خوردین - حد فاصل هفتم و نهم | مساحت: ۳۷۳۴ متر مربع)
- بوستان اقاقیا (نشانی: شهرک غرب - خیابان زرافشان جنوبی - نبش سیمای ایران زمین | مساحت: ۳۵۰۰ متر مربع)
- بوستان مادر (نشانی: شهرک غرب - نبش شمال غربی میدان صنعت | مساحت: ۲۵۵۳ متر مربع)
- بوستان شیوا (نشانی: شهرک غرب - خیابان ایران زمین - روبروی مجتمع گلستان | مساحت: ۱۵۴۵ متر مربع)
- بوستان گلستان (نشانی: شهرک غرب - خیابان مهستان - انتهای خیابان گلستان شمالی | مساحت: ۱۱۰۷ متر مربع)
- بوستان نرگس (نشانی: شهرک غرب - خیابان شجریان شمالی - خیابان درخشان | مساحت: ۲۰۰۰ متر مربع)
- بوستان باغ راه فدک (نشانی: شهرک غرب - خیابان ایران زمین)

## مراکز بهداشتی، درمانی

### بیمارستان‌ها
- بیمارستان بهمن (نشانی: شهرک غرب - فاز ۱ - خیابان ایران زمین شمالی)[۲۱]
- بیمارستان آتیه (نشانی: شهرک غرب - فاز۴ - تقاطع خیابان شهید محمدمهدی فرحزادی و دادمان)
- بیمارستان لاله (نشانی: شهرک غرب - فاز ۵ - خیابان سیمای ایران)[۲۲]

```
*بیمارستان شبانه‌روزی آتیه ۲ (شهرک غرب، خیابان فرحزادی)
```

## مراکز فرهنگی هنری
- فرهنگسرای قانون (ابن سینا) (نشانی: شهرک غرب - فاز ۱ - خیابان ایران زمین شمالی - روبروی باغ خوردین)
- نگارخانه ابن سینا (نشانی: شهرک غرب - فاز ۱ - خیابان ایران زمین شمالی - روبروی باغ خوردین)
- کانون پرورش فکری کودکان و نوجوانان
- مؤسسه فرهنگی هنری آوینی
- شهر کتاب شهرک غرب (نشانی: شهرک غرب - فاز ۱ - خیابان ایران زمین شمالی - روبروی باغ خوردین)
- نگارخانه دریابیگی
- کتابخانه رعد

### سینماها
- سینما ابن سینا (نشانی: شهرک غرب - فاز ۱ - خیابان ایران زمین شمالی - روبروی باغ خوردین)
- سینما قدس
- سینما بازارچه قدیم
- پردیس سینمایی شهرک (نشانی: شهرک غرب - تقاطع خیابان سیمای ایران و خیابان شهید محمد مهدی فرحزادی - مجتمع تجاری پلاتین)

## مراکز ورزشی

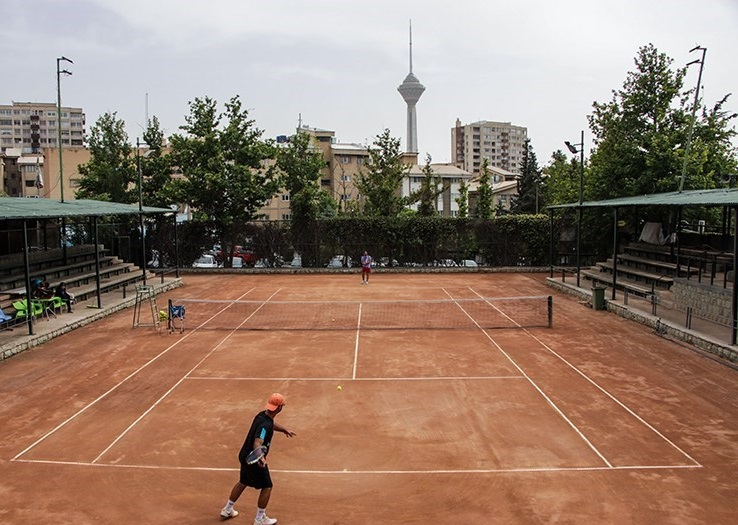
زمین تنیس شهرک غرب

- باشگاه کانون قدس
- باشگاه تنیس قدس
- استخر و سونای ایران
- استخر گل افشان
- مجتمع ورزشی گلبانگ
- مجموعه ورزشی مسجدالنبی
- باشگاه بدنسازی مهستان
- مجموعه ورزشی یادگار
- باشگاه بدنسازی و بیلیارد گلستان
- مجموعه ورزشی زیتون
- باشگاه ورزشی اکسیژن
- مجموعه ورزشی ایکس بادی شهرک غرب
- باشگاه ورزشی بانوان برنا

## مراکز مذهبی

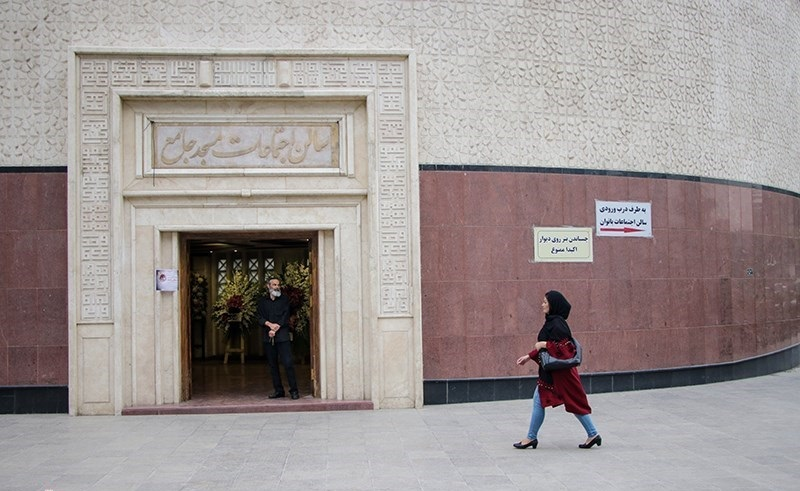
ورودی مسجد جامع شهرک غرب

- مسجد جامع شهرک غرب[۲۳][۲۴]
- مسجد النبی

## سایر اماکن مهم
- سفارت اردن
- سفارت مالزی
- سفارت افغانستان
- سفارت صربستان
- سفارت الجزایر
- سفارت امارات متحده عربی
- سفارت بوسنی هرزگووین
- نمایندگی اقلیم کردستان

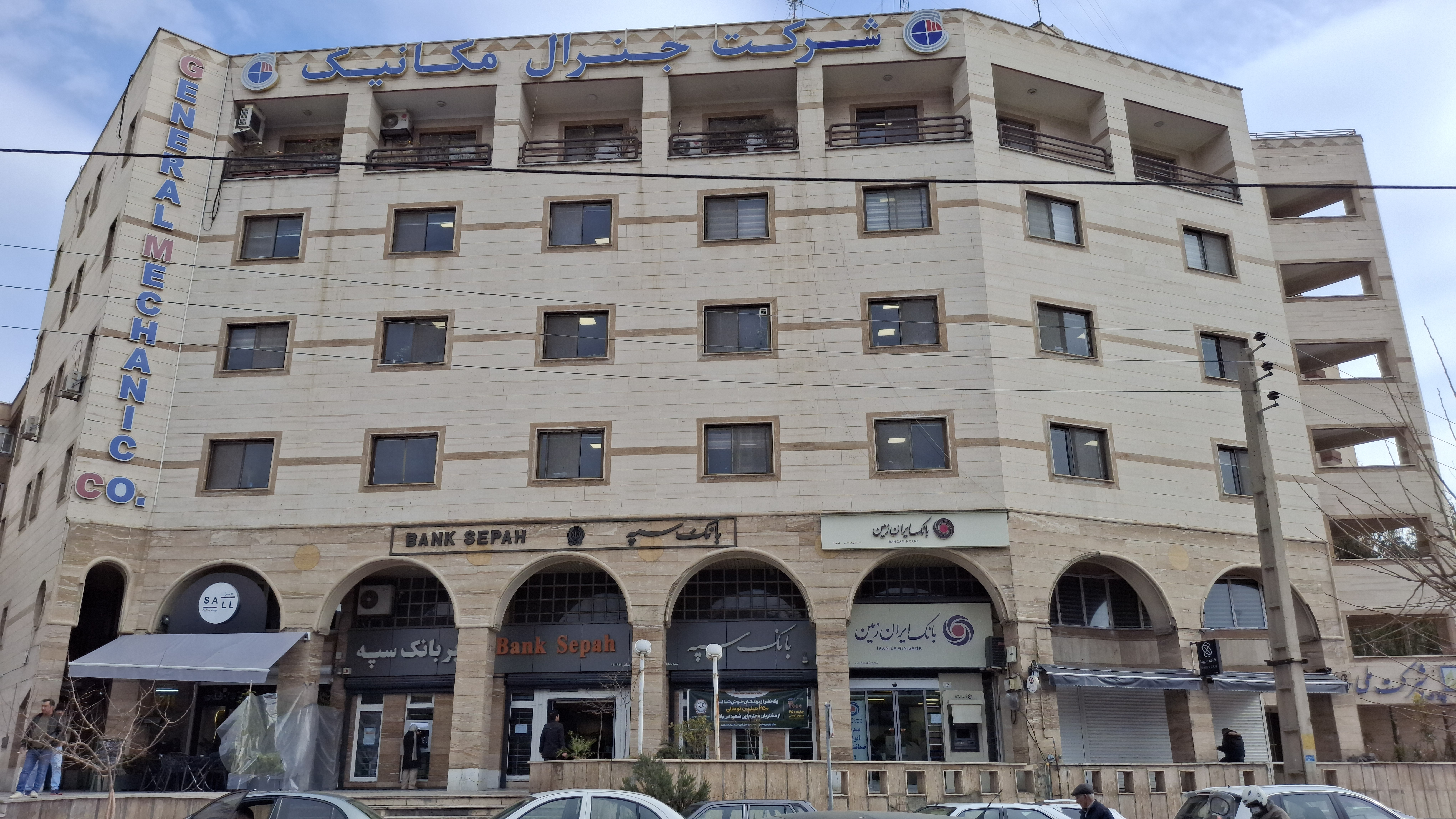
دفتر تعداد زیادی از شرکت‌های بزرگ ساختمانی و عمرانی ایرانی در این محله قرار دارد

- ساختمان مرکزی وزارت علوم، تحقیقات و فناوری[۲۵]
- پژوهشگاه هوافضا[۲۶]
- پژوهشگاه نیرو[۲۷]
- کلانتری ۱۳۴ شهرک غرب
- دانشگاه آزاد اسلامی واحد تهران غرب
- ایستگاه شماره ۲۵ سازمان آتش‌نشانی و خدمات ایمنی
- منطقه ۱۴ پست جمهوری اسلامی ایران
- ساختمان ستاد وزارت بهداشت، درمان و آموزش پزشکی در خیابان سیمای ایران
- سازمان نظام مهندسی ساختمان استان تهران
- دانشگاه رایانه‌ای تهران

## نگارخانه

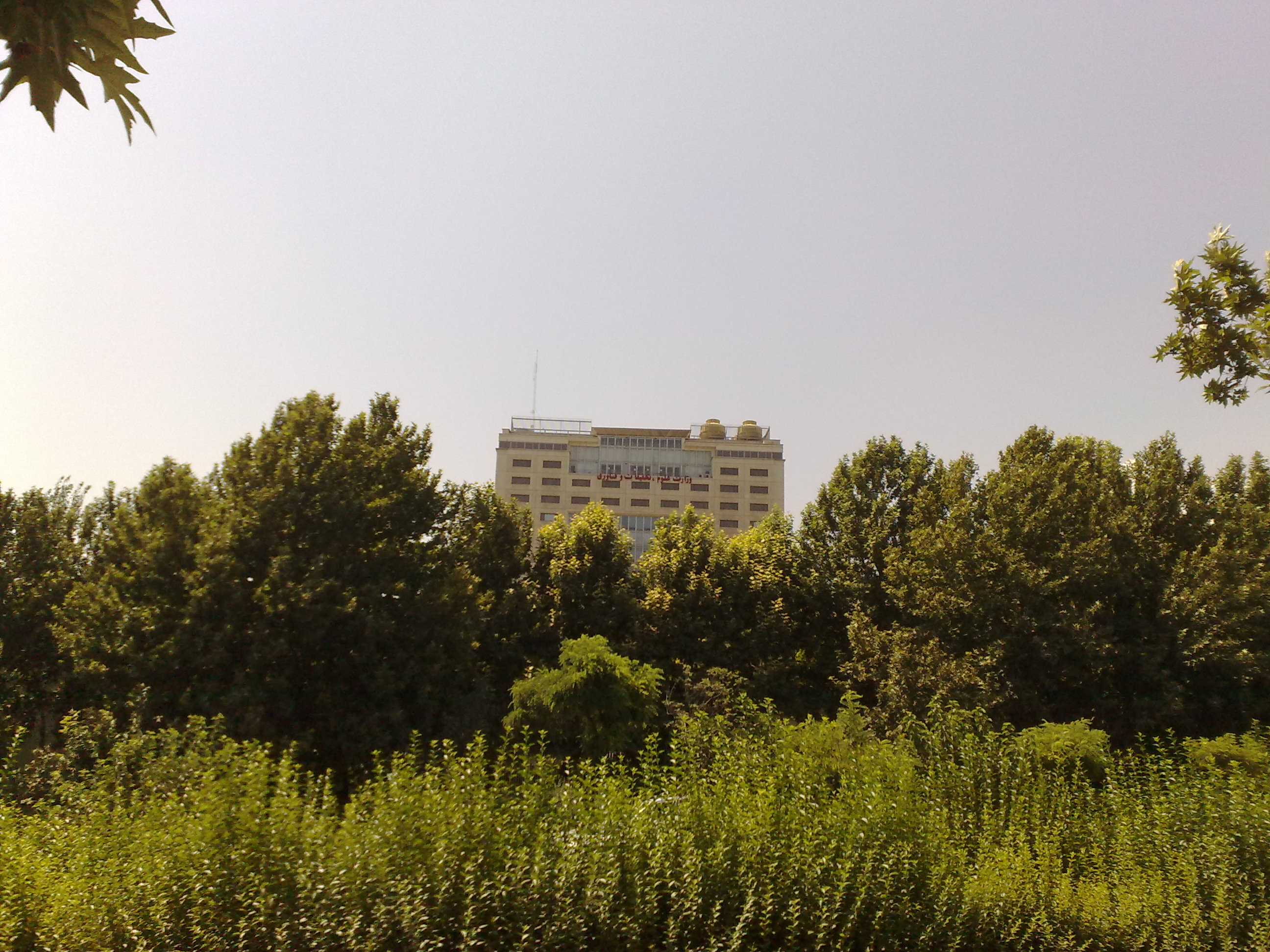
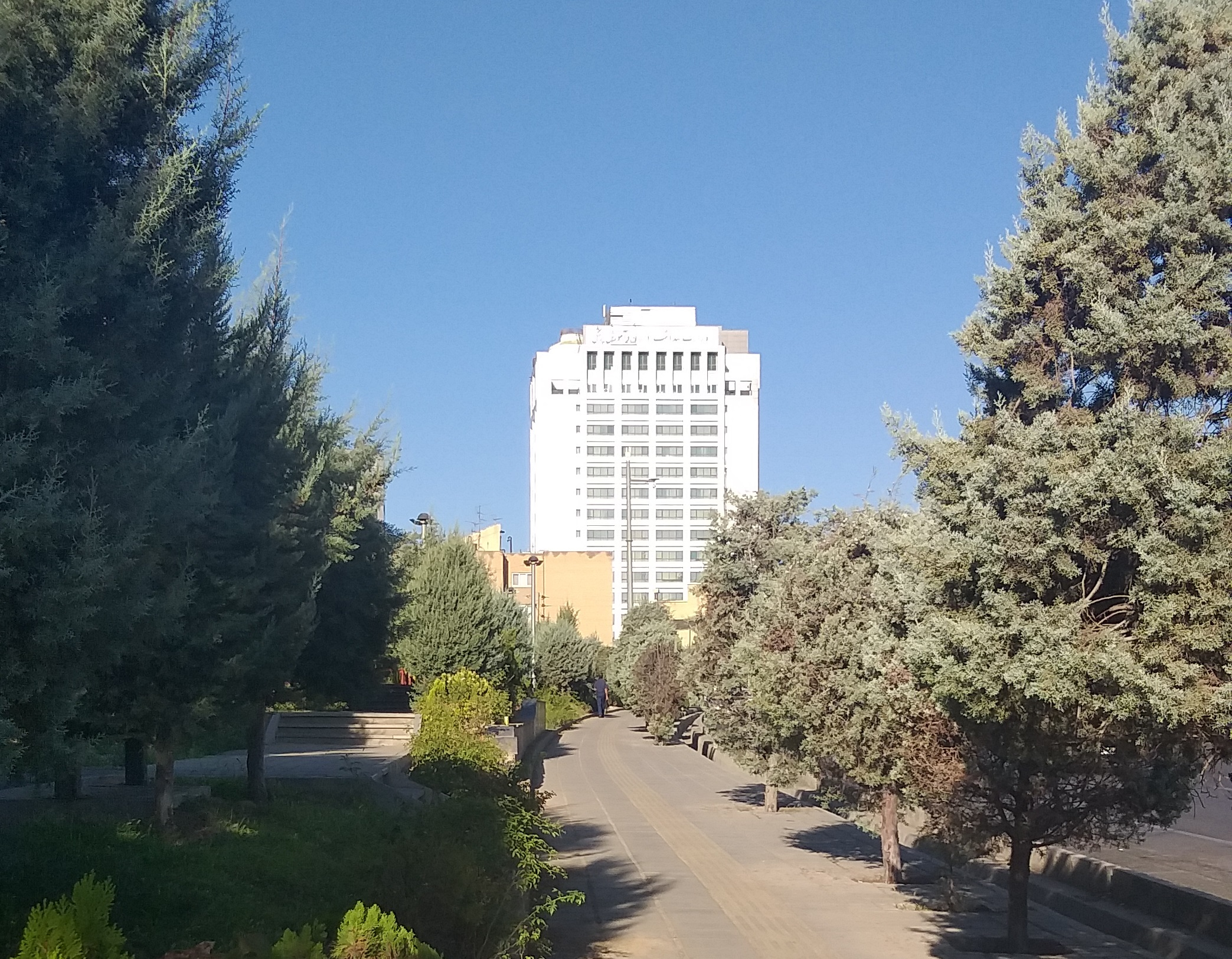
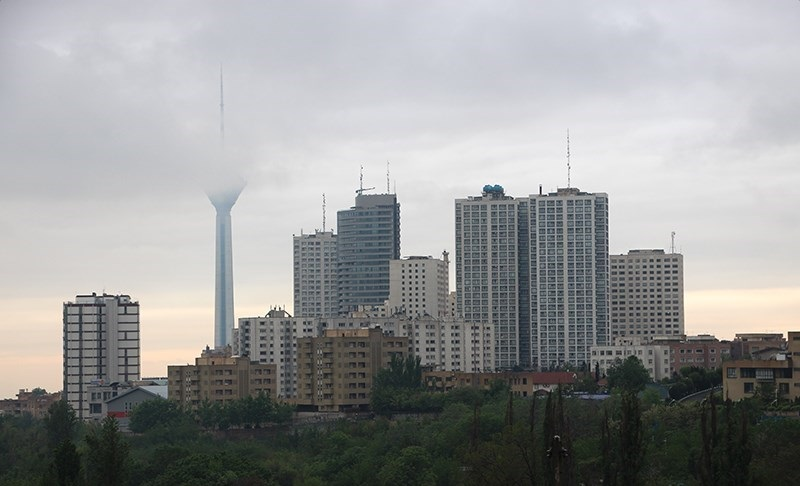